# 岐

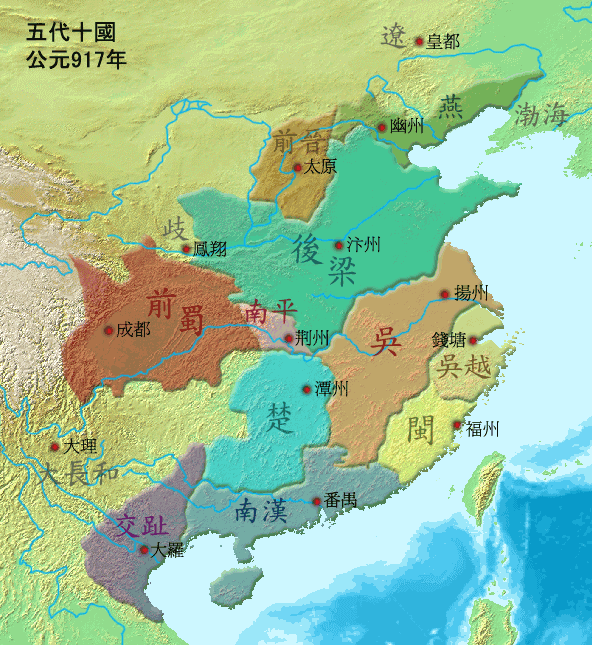
五代十国（917年）之岐版圖

岐（901年－924年）中国五代十国時代以鳳翔为中心于現在陝西、甘肃、四川地区的半獨立政权，由李茂貞建立。

## 歷史
唐朝光化四年（901年），在黄巢之乱时割据鳳翔的鳳翔節度使李茂貞被唐昭宗进封为岐王。唐哀帝天祐四年（907年）朱全忠篡唐，建立后梁。李茂贞仍用昭宗天复年号，后又在天复二十二年（922年）改用哀帝天祐年号，以示与后梁对抗，但亦开岐王府，设置百官，以其所居为宫殿，其妻称皇后，各种仪式其实都跟皇帝一样。然而因实力大不如前，之后的十馀年间，李茂贞屡为后梁及王建所建立的前蜀所败，将叛城降，疆域日蹙；静难军投降后梁，雄武军为前蜀所占。
岐国天祐二十年（923年），后唐庄宗李存勖灭后梁，李茂贞于是在次年（924年）向后唐称臣，李存勖则将李茂贞改封秦王，具有独立性质的岐王国因此消失，数月后李茂贞去世，谥忠敬王（秦忠敬王）。子李从曮袭爵，后唐时辗转各地任职。後晋時代李从曮再任岐王，归鳳翔任职，946年李从曮死，其子李永吉不复封岐王。

## 行政區劃

### 凤翔节度使
唐朝舊鎮。
- 鳳翔府，唐朝舊府。
  - 下轄：天興縣（附郭）、扶風縣、寶雞縣、岐山縣、扶風縣、郿縣、麟游縣、普潤縣、虢縣
- 隴州，唐朝舊州。原屬保勝軍節度使轄域，916年廢保勝軍節度使，隴州屬之。
  - 下轄：汧源縣（附郭）、汧陽縣、吳山縣
- 義州，天祐二十年（923年）分隴州汧源縣華亭鄉之地置義州，無領縣。

### 彰义军节度使
唐朝舊鎮。
- 涇州
  - 下轄：保定縣（附郭）、靈台縣、臨涇縣、良原縣、潘原縣
- 行原州，唐朝舊州。僑州，寄治涇州臨涇縣。
- 行渭州，唐朝舊州。僑州，寄治涇州原平縣。
- 行武州，唐朝舊州。僑州，寄治涇州潘原縣。

### 威勝軍節度使
911年設置威勝軍節度使。
- 乾州，原屬鳳翔節度使轄域，911年設置威勝軍節度使，乾州屬之。
  - 下轄：盩厔縣（911年前屬鳳翔府）、好畤縣（911年前屬鳳翔府）、武功縣（911年前屬鳳翔府）、醴泉縣（911年前屬鳳翔府）
  - 下轄：奉天縣（附郭）、盩厔縣、好畤縣、武功縣、醴泉縣

### 保勝軍節度使
唐朝舊鎮，天祐十三年（916年）廢節度使。
- 下轄：隴州（領汧源、汧陽、吳山3縣）

### 保大軍節度使
唐朝舊鎮，天祐六年（909年）為後梁所據。
- 下轄：鄜州（領洛交縣、洛川縣、三川縣、直羅縣、甘泉縣）、坊州（領中部縣、宜君縣、升平縣）

### 保塞軍節度使
唐朝舊鎮，天祐六年（909年）為後梁所據。
- 下轄：延州（領膚施縣、延長縣、臨真縣、金明縣、豐林縣、延川縣、敷政縣、延昌縣、延水縣、門山縣）、丹州（領義川縣、雲岩縣、汾川縣、咸寧縣）

### 靜難軍節度使
唐朝舊鎮，天祐十二年（915年）向後梁投降。
- 下轄：邠州（領新平縣、三水縣、永壽縣、宜祿縣）、寧州（領定安縣、真寧縣、襄樂縣、彭原縣、豐義縣）、慶州（領順化縣、合水縣、樂蟠縣、華池縣、延慶縣）、衍州（領安平縣）

### 雄武軍節度使
唐朝舊鎮，天祐十二年（915年）為前蜀所據。
- 下轄：秦州（領成紀縣、清水縣、長道縣）、鳳州（領梁泉縣、兩當縣、河池縣）、階州（領將利縣、福津縣）、成州（領同谷縣）

### 義勝軍節度使
911年設置義勝軍節度使，天祐十二年（915年）向後梁投降。
- 下轄：耀州（領華原縣）、鼎州（領美原縣）